# Tesis de Duhem-Quine
La tesis de Duhem-Quine, también conocida como holismo confirmacional, establece que ninguna hipótesis científica puede ser contrastada de forma aislada, ya que toda predicción empírica se fundamenta en un entramado de hipótesis auxiliares (background assumptions), que pueden incluir otras teorías científicas, condiciones instrumentales y supuestos sobre el entorno.[1][2] 
Por ello, cuando una observación empírica contradice una predicción, no es posible identificar de inmediato si el error reside en la hipótesis principal o en alguna de las auxiliares.

Un ejemplo histórico muestra cómo cambió la interpretación de observaciones según el marco teórico. Antes de Galileo y Newton, algunos opositores al movimiento terrestre sostenían que, si la Tierra rotara, las aves deberían “quedarse atrás” al volar desde un árbol, considerando este hecho como refutación empírica del movimiento del planeta. Con la incorporación de la mecánica inercial, conceptos como la conservación del movimiento y los marcos de referencia explicaron el fenómeno y permitieron predicciones exitosas (trayectorias balísticas y dinámica atmosférica).[1]

De acuerdo con Imre Lakatos, tales modificaciones al entramado teórico son legítimas sólo si producen predicciones nuevas y verificables; de lo contrario, el programa de investigación se vuelve degenerativo y termina siendo reemplazado.[3] El cambio de hipótesis en la transición a la física moderna no constituyó un blindaje dogmático, sino el inicio de un programa progresivo que consolidó la ciencia newtoniana.